# Nombre pentatòpic

Un pentatop amb 70 esferes. Cada nivell representa un dels 5 primers nombres tetraèdrics. Per exemple, el nivell verd té 35 esferes en total.

Un nombre pentatòpic és un nombre de la cinquena diagonal del triangle de Pascal. Els primers nombres d'aquesta casta són 1, 5, 15, 35, 70, i 126.
Els nombres pentatòpics són nombres figurats. Es poden representar en dimensió 4 mitjançant un politop constituït d'un empilament de tetràedres regulars.
El nombre pentatòpic de rang n és la suma dels n primers nombres tetraèdrics 
{\displaystyle P_{4}(n)=\sum _{k=1}^{n}P_{3}(n)=\sum _{k=1}^{n}{n+2 \choose 3}}
Hom n'obté, doncs, la fórmula
{\displaystyle P_{4}(n)={n+3 \choose 4}={\frac {n(n+1)(n+2)(n+3)}{24}}}
La suma infinita dels recíprocs de tots els nombres pentatòpics és {\displaystyle 4/3}. Això es pot deduir fent servir sèries telescòpiques.
{\displaystyle \!\ \sum _{n=0}^{\infty }{4! \over {(n+1)(n+2)(n+3)(n+4)}}={4 \over 3}}